# Georg Wilhelm Derx
Georg Wilhelm Derx (Nijmegen, gedoopt 16 augustus 1801 – Haarlem, 7 januari 1864) was een Nederlands organist, componist, muziekhandelaar en muziekmeester.
Hij werd geboren binnen het gezin van schrijnwerker Johann Henrich Derx en Maria Christina Lytgen. Op 18 september 1834 huwde hij in Haarlem met Angenisa Catrina Lamslag uit een timmermansfamilie
Hij kreeg zijn muziekopleiding (piano, harmonieleer en compositieleer) van Wilhelm Gottlieb Hauff (1793-1858) en vermoedelijk ook van diens broer  Ferdinand Hauff. Op achttienjarige leeftijd ging hij aan de slag als organist van de Waalse gemeente in Nijmegen. Hij solliciteerde in 1821 in Assen, maar vertrok in circa 1829 naar Haarlem. Waarschijnlijk tot aan zijn dood speelde hij er in de Doopsgezinde Kerk. In 1850 zat hij in een commissie om koorboeken aan te passen. In oktober 1863 zette hij een advertentie voor het insturen van foto’s door en van musici. Vlak daarna overleed hij plotseling. In april 1864 werd zijn inboedel geveild waaronder twee pianino’s, violen, altviolen, celli en gitaren.
Van zijn hand verscheen een vijftigtal (hoogst aangetroffen opusnummer is 50/2) werken:
- psalm 67 voor koor, solisten en orgel
- 50 preludes voor orgel
- een aantal duetten voor piano en viool
- bijdragen aan Koraalboek der Evangelische gezangen (vierstemmig koor met orgel)
- bijdragen aan Koraalboek der psalmen en lofzangen
- Divertissement pour le piano forte avec flute obligé et violoncelle adlib. (1824)
- Variations a la mode pour le piano forte (1829)
- Variations agnéables pour la guitarre (1829)
- Lied voor den uittrekkende schutters voor vier mannenstemmen (1830)
- Impromptu brillant et facile sur un theme original, composé pour le piano forte (1833)
- Engelenzang nr 13 (1836, onderscheiden met een compositieprijs door de Maatschappij tot bevordering der toonkunst)
- Récreations vocales, six romances françaises avec accompagnement de piano (1837)
- Derniere pensée de Niccolò Paganini (1841)
- Walze pour piano (1841)
- Nouvautés musicales voor de piano forte (1842)
- Variatieën en fantaisie finale over het Wien neerlandsch bloed

- International Standard Name Identifier: 0000 0003 7284 4168
- MusicBrainz: e8c255c9-e081-498f-9ed6-05e8914e286a
- Nederlandse Thesaurus van Auteursnamen: 070629439
- Virtual International Authority File: 291477913
- WorldCat: E39PBJvXhqdkMbFBC8xy737j4q